# Бацов, Владимир Иванович
Владимир Иванович Бацов (1865—?) — русский военный  деятель, полковник  (1910). Герой Первой мировой войны. Организатор в области кавалерийского спорта, автор многих статей по спортивно-кавалерийским вопросам.

## Биография
В 1884 году вступил в службу после получения домашнего образования. В 1887 году после окончания Тверского кавалерийского училища  произведён в корнеты и выпущен в Нарвский 39-й драгунский полк. В 1891 году произведён в поручики,  в 1893 году  в штабс-ротмистры, в 1899 году в ротмистры, эскадронный командир Нарвского 39-го драгунский полка.
С 1905 года подполковник, командир эскадрона Тверского кавалерийского училища. В 1910 году произведён в полковник, штаб-офицер Московского 1-го лейб-драгунского полка.
С 1914 года участник Первой мировой войны, штаб-офицер Глуховского 6-го драгунского полка.
Высочайшим приказом от 8 ноября 1914 года за храбрость награждён Георгиевским оружием:
За отличие и храбрость проявленные в делах против австрийской армии будучи полковником 6-го Глуховского драгунского полка

## Награды
- Орден Святого Станислава 3-й степени (1893)
- Орден Святой Анны 3-й степени (1898)
- Орден Святого Станислава 2-й степени (1903)
- Орден Святой Анны 2-й степени (1911)
- Орден Святого Владимира 4-й степени с мечами и бантом (1913; ВП 18.01.1915)
- Георгиевское оружие (ВП 08.11.1914)

## Труды
- Беседы о воинском воспитании / Полк. Бацов. - 5-е изд. - Петроград : Воен. тип. имп. Екатерины Великой, 1916. - 48 с.
- Офицерское имущество, необходимое в военном походе / [Полковник Бацов]. - [Петроград] : тип. Гл. упр. уделов, [1914]. - 16 с.
- Беседы о воинском воспитании и боевой подготовке / Полк. Бацов. - 10-е изд., перераб. применит. к боевым требованиям из опыта текущей войны. Ч. 1-. - Петроград : тип. Имп. Николаев. воен. акад., 1917. - 1 т.
- Кавалерийская лошадь : Крат. обзор верхового коннозаводства и коневодства / Сост. 39 драгун. Нарв. полка ротмистр Бацов. - Санкт-Петербург : тип. Гл. упр. уделов, 1901. - [6], 27 с.
- Правила для конных состязаний юнкеров Тверского кавалерийского училища [Текст] / Сост. подполк. Бацовым. - Тверь : [б. и.], [19--]. - 16 с.
- Военно-скаковые общества / Сост. 39 драгун. Нарв. полка ротмистр В.И. Бацов. - [Санкт-Петербург] : тип. Гл. упр. уделов, 1901. - 12 с.
- Беседы о воспитании и образовании кавалериста : Извлеч. из Памятки корнета / Сост. командир эскадрона юнкеров Твер. кавалер. уч-ща подполк. Бацов. - Тверь : типо-лит. Н.М. Родионова, 1907. - VI, 168 с
- Конские состязания в Москве в 1909 г. / Сост. 1 лейб-драгун. Моск. имп. Александра III полка подполк. Бацов. - Санкт-Петербург : тип. Гл. упр. уделов, 1909. - [2], 51 с